# Gualtiero Jacopetti
Gualtiero Jacopetti (Barga, 4 settembre 1919 – Roma, 17 agosto 2011) è stato un giornalista, regista e documentarista italiano.
Ideatore, insieme a Paolo Cavara e Franco Prosperi, del genere cinematografico dei Mondo movie, il cui capostipite fu Mondo cane; il suo film Africa addio vinse il David di Donatello.

## Biografia

### 1919-1945: la giovinezza e gli anni della guerra
Jacopetti nacque a Barga (LU), nella media Valle del Serchio, e rimase molto legato alla sua città natale, che così definiva: «Casa mia è dove hanno vissuto i miei genitori, dove sono nato anch'io. Appartengo alla Toscana, a quegli alberi, a quel mare, ai castagni sui monti e agli armadi pieni di quelle vecchie, carissime cose». Essendo stato fascista in gioventù, si arruolò volontario nella seconda guerra mondiale, ma nel 1944 aderì alla lotta partigiana. Combatté in Versilia contro i nazisti occupanti. Alla fine della guerra era ufficiale di collegamento dell'esercito.

### Il dopoguerra e il giornalismo
Durante la campagna elettorale del 1948 conobbe a Milano Indro Montanelli, che sarebbe divenuto la personalità di riferimento di Jacopetti durante tutta la sua carriera giornalistica. Incoraggiato da Montanelli, Jacopetti cominciò a scrivere articoli di costume e attualità su Oggi e sullaSettimana Incom (un cinegiornale all'epoca anche rotocalco). Poi Montanelli lo portò con sé a Vienna, dove Jacopetti iniziò a scrivere per il Corriere della Sera.
Negli anni successivi Jacopetti si trasferì a Roma per dirigere La Settimana Incom. Nella capitale, alla fine del 1953, a poco più di 30 anni, fondò e diresse il settimanale d'informazione Cronache (nome completo: Cronache della politica e del costume, dal 1º gennaio 1954). Il giornale ruppe abitudini consolidate: mentre i settimanali di allora presentavano un'Italia in crescita, bella e dal luminoso avvenire, Jacopetti fece l'operazione contraria. Molti furono però i sequestri della rivista: in un periodo in cui anche la pubblicazione di parole come "amante" o "divorzio" era vietata e gli stessi giornalisti s'imponevano spesso l'autocensura, Cronache proponeva argomenti di politica e società in modo più disinibito, fino alla pubblicazione nel 1955 delle foto dell'allora stella nascente Sophia Loren a cosce nude con la didascalia "Dono di Sofia Loren". L'immagine costò a Jacopetti una condanna per «stampa, vendita e commercio di fotografie oscene» e la chiusura del giornale.  
Cronache fu un'esperienza di rottura, innovativa per la stampa periodica italiana; da esso derivò per filiazione diretta L'Espresso di Arrigo Benedetti, che ereditò praticamente formula, taglio e gran parte della redazione: da Cronache passarono al nuovo settimanale molte future grandi firme del giornalismo italiano, tra cui Cesare Brandi, Giancarlo Fusco, Fabrizio Dentice, Carlo Gregoretti (1930-2022), Cesare Zappulli e Bruno Zevi. 
Nel febbraio 1955, insieme a Pier Luigi Buzzetti, adescò la tredicenne di origini Rom Jolanda Kaldaras, che condusse nella sua abitazione in via San Giovanni decollato. Jacopetti fu per questo arrestato per corruzione di minorenne. Dopo 59 giorni di carcere accolse il suggerimento degli avvocati per risolvere il caso: applicare la formula del matrimonio riparatore che avvenne il 28 maggio 1955 con lui, ancora in regime di detenzione, nel carcere romano di Regina Coeli, presenti gli avvocati delle due parti e i genitori della minorenne Jolanda. Nove anni dopo il matrimonio sarebbe stato annullato.
Fu in questi anni romani che Jacopetti ebbe contatti con persone legate al cinema, tra cui Alessandro Blasetti, la cui amicizia si rivelò poi importante anche per la sua successiva carriera nel cinema.
Nel 1956 Jacopetti cominciò a collaborare con l'editore Rizzoli. Inizialmente lavorava per i cinegiornali, dirigendo testate come L'Europeo Ciac (dal 1956) e Ieri, oggi, domani (dal 1959).

### 1959-1980: la carriera cinematografica
Negli anni Cinquanta Jacopetti interpretò il ruolo di un avvocato in Un giorno in pretura di Steno e negli stessi anni collaborò con Alessandro Blasetti alla sceneggiatura di Europa di notte (1959), considerato l'antesignano dei film della serie Mondo. Fu proprio dai materiali raccolti per Blasetti a cui lui non era interessato che scaturirono le prime idee per il documentario Mondo cane del 1960-61, realizzato assieme a Franco Prosperi e Paolo Cavara. Reportage di usi e costumi bizzarri scovati in giro per il mondo, insieme esotici e crudeli, il documentario prodotto da Angelo Rizzoli si prendeva volutamente gioco dei cinegiornali dell'epoca, divenuti spesso strumento di una politica conformista, il cui pubblico era poco abituato ad argomenti tabù.
Nonostante le aspre critiche per la durezza delle immagini e il cinismo del commento, il film ottenne un successo enorme in tutto il mondo e una nomination all'Oscar per la migliore colonna sonora, la celeberrima More, realizzata da Riz Ortolani e Nino Oliviero. A Mondo Cane seguì Mondo cane 2 (1963), seguito meno dirompente e più ironico del precedente ma altrettanto apprezzato dal pubblico, in cui molti contributi provenivano anche dall'Italia (Abruzzo, Calabria e Lazio: suggestive le immagini che riportano la processione e gli usi particolari della confraternita dei Sacconi rossi, nella cripta della Chiesa di San Bartolomeo all'Isola, sull'isola Tiberina). Per la verità Jacopetti ha sempre rinnegato il secondo capitolo di Mondo Cane, poiché ritenuto una mera operazione commerciale. Molti dei contributi che si vedono nel film sono infatti avanzi di montaggio del primo capitolo.
Jacopetti ebbe una relazione con l'attrice Belinda Lee, terminata tragicamente il 12 marzo 1961 in California quando lei, insieme a Paolo Cavara con Jacopetti e il guidatore, l'italo-americano di Malibù, Nino Falanga, ebbero un grave incidente d'auto causato da un pneumatico che si era bucato mentre la vettura era lanciata sui 140 km/h sulla strada 91, zona della contea di San Bernardino. Ricoverati presso il "Barstow Community Hospital" loro si salvarono a differenza della Lee che fu letteralmente espulsa dall'abitacolo capovolto della Ford Sedan 1959 station wagon. 
La prematura morte della giovane attrice (tra l'altro in attesa di un figlio da Jacopetti) gli farà dedicare alla sua memoria il film "La donna nel mondo" (1963), il quale alla presentazione disse: «in questo lungo viaggio ci accompagnò e ci aiutò con amore». I funerali dell'attrice inglese si tennero il 20 marzo 1961 a Los Angeles. 
Jacopetti tornò dagli USA a Roma, dolorante per l'incidente, sbarcando da Fiumicino in sedia a rotelle il 7 maggio 1961..
Per combattere il dolore divenne dipendente, per un certo periodo, dalla morfina, da cui fu liberato attraverso cure disintossicanti.
Jacopetti lavorò sempre in coppia con l'amico Franco Prosperi e con una troupe dove figurava come organizzatore lo scrittore Stanislao Nievo, pronipote di Ippolito Nievo. I suoi film più importanti furono tutti prodotti da Angelo Rizzoli. Dopo La donna nel mondo, analisi meno feroce, ma parecchio irriverente della condizione della donna in vari paesi (1963), Jacopetti realizzò insieme a Prosperi Africa addio (1965-66), impressionante resoconto sui tragici effetti della decolonizzazione nel continente nero, con drammatiche immagini sul selvaggio sfruttamento della fauna africana e sull'inadeguatezza delle popolazioni indigene ad autogovernarsi. La sua tesi era semplice: è giusto che gli Stati africani raggiungano l'indipendenza, però gli africani non hanno dimestichezza con la forma-stato, per cui l'abbandono delle potenze coloniali provocherà il caos, in cui prevarrà il più forte o il più violento. In sostanza, secondo Jacopetti, con la decolonizzazione l'Africa avrebbe provocato un'involuzione delle condizioni di vita delle popolazioni. Il film vinse il David di Donatello 1966. Nonostante ciò, una parte della critica accusò gli autori di razzismo.
Nel 1971 i due registi realizzarono Addio zio Tom, beffarda indagine sulla schiavitù negli Stati Uniti dell'Ottocento. Il film si discosta dalle opere precedenti perché fa trasparire sin dalla prima inquadratura che si tratta di una ricostruzione filmata: due giornalisti scendono da un elicottero proveniente dal futuro per un reportage "in soggettiva" sul commercio degli schiavi. Anche lo stile si fa ancora più beffardo e bizzarro, allontanandosi dall'approccio asciutto dei precedenti film della coppia.
Nel 1972 aderì al MSI-DN.
Nel 1975 Jacopetti diresse Mondo candido, trasposizione in chiave moderna del Candido di Voltaire. Quest'opera non venne apprezzata né dalla critica né dal pubblico ed ebbe grossi problemi produttivi, rimanendo il suo "canto del cigno". 
Jacopetti è stato accusato a più riprese di razzismo e di un fanatismo di stampo fascista. Alle dure accuse il regista ha sempre ribadito di essere un liberale, concepito come lo intendeva il suo maestro di giornalismo Indro Montanelli.

### Gli ultimi anni tra TV e pittura
A partire dagli anni 1980 Jacopetti abbandonò l'attività professionale: decise di viaggiare, e nel tempo libero dipingeva. Realizzò con la televisione giapponese alcuni documentari e, quando tornò in Italia, risiedette nella sua casa di Roma, città nella quale morì il 17 agosto 2011. È stato sepolto nel cimitero degli inglesi, a Roma, dove riposa anche l'amata Belinda Lee scomparsa purtroppo prematuramente che avrebbe dovuto essere sua moglie e la madre di suo figlio.

## Controversie storiografiche
Secondo Franco Prosperi, fu Gualtiero Jacopetti a scattare le foto al corpo di Benito Mussolini a Piazzale Loreto. Jacopetti invece, in un'intervista rilasciata a Tatti Sanguineti, sostiene che a scattare quella foto fu Fedele Toscani.

## Citazioni
- Gli U2 nel corso del loro tour mondiale Zoo Tv del 1992-1993 hanno proiettato sui megaschermi spezzoni tratti dai film di Jacopetti. Esemplare il clip della versione live di Numb.
- Nel 2010 il cantante statunitense Mike Patton ha pubblicato un album di cover di canzoni italiane degli anni sessanta intitolato Mondo Cane.

## Filmografia

### Regia
- Mondo cane (1962)
- La donna nel mondo (1963)
- Mondo cane 2 (1963)
- Africa addio (1966)
- Addio zio Tom (1971)
- Mondo candido (1975)
- Operazione ricchezza (1983)
- Un'idea della pace (1985)

### Sceneggiatura e/o soggetto
- Europa di notte, regia di Alessandro Blasetti (1959)
- Il mondo di notte, regia di Luigi Vanzi (1959)
- Che gioia vivere, regia di René Clément (1961)
- Fangio - Una vita a 300 all'ora, regia di Hugh Hudson (1981)